# Isabell Hurst
Isabell Hurst (* 17. Oktober 1999) ist eine deutsche Handballspielerin, die beim Bundesligisten HSG Bensheim/Auerbach unter Vertrag steht.

## Karriere

### Im Verein
Hurst spielte bei der SG Heidelsheim-Helmsheim-Gondelsheim, mit deren C-Jugend sie in der Spielzeit 2013/14 die badische Meisterschaft gewann. Im Jahr 2015 wechselte sie in die Jugendabteilung von HC Leipzig. Später gehörte die Kreisläuferin dem Kader der in der 3. Liga auflaufenden Damenmannschaft an. Mit dem HC Leipzig stieg sie 2019 in die 2. Bundesliga auf. Im selben Jahr schloss sie sich dem Bundesligisten HSG Bensheim/Auerbach an.

### In Auswahlmannschaften
Hurst belegte im Jahr 2014 mit der badischen Auswahl den dritten Platz beim DHB-Länderpokal und wurde in das All-Star-Team berufen. Mit der deutschen Jugendnationalmannschaft nahm sie an der U-17-Europameisterschaft 2015 und an der U-18-Weltmeisterschaft 2016 teil. Hurst wurde im Februar 2022 erstmals in den Kader der deutschen A-Nationalmannschaft berufen. Am 23. April 2022 gab sie ihr Länderspieldebüt für die deutsche Nationalmannschaft.